# Ride de pression (lave)
Pour la notion de géomorphologie glaciaire, voir Ride de pression (glace).

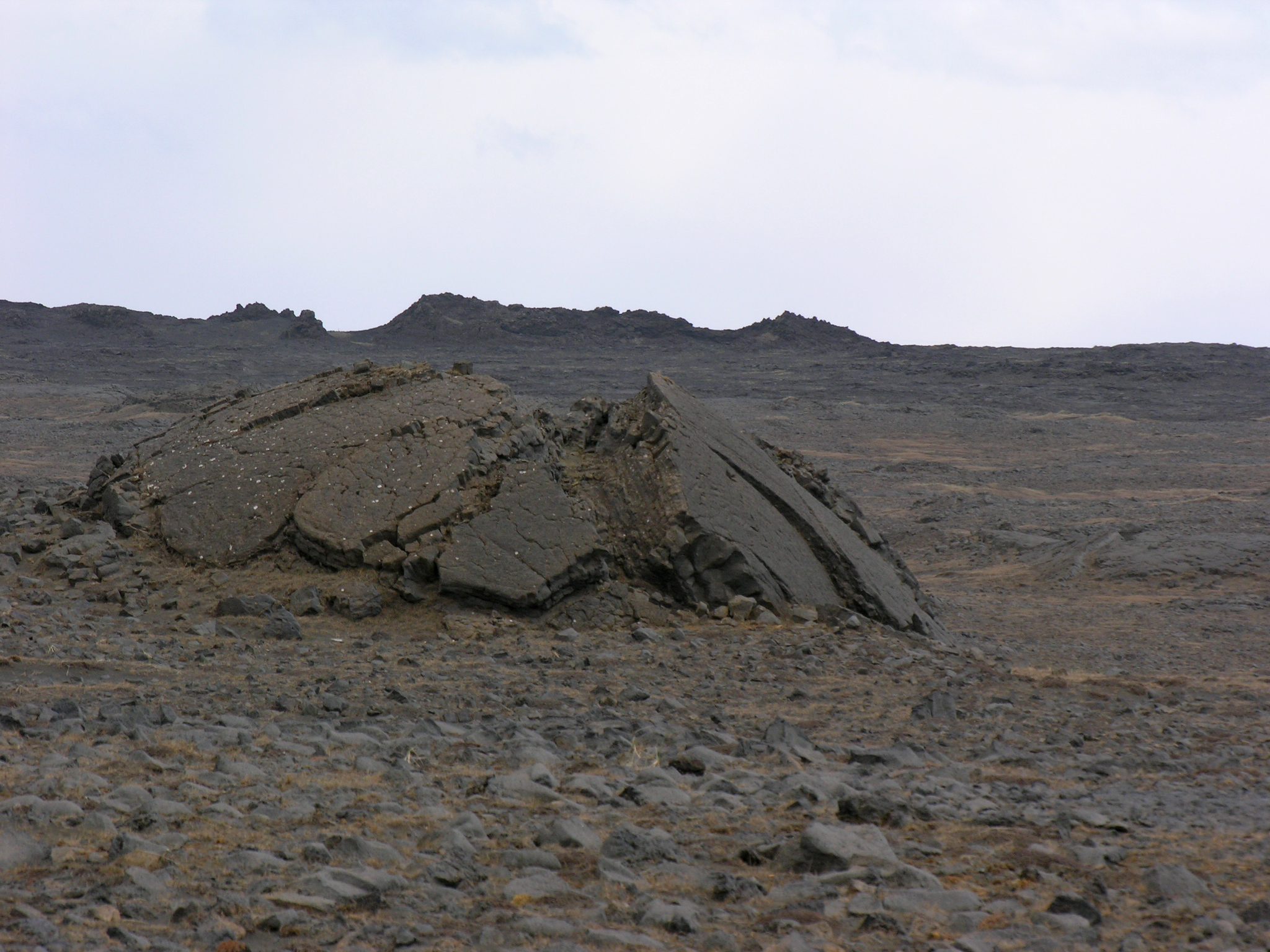
Ride de pression en forme de tumulus en Islande.

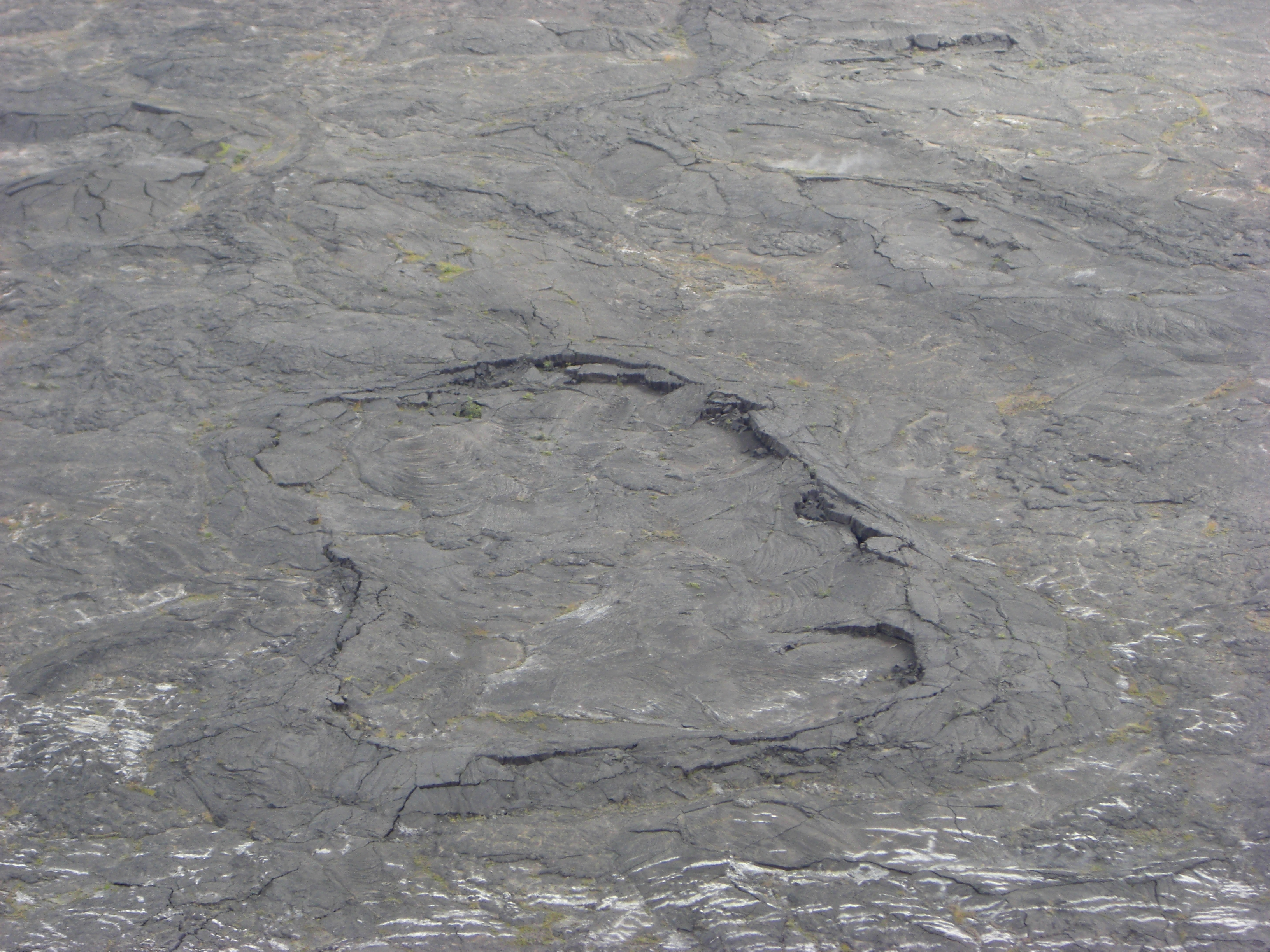
Ride de pression circulaire à la surface du lac de lave solidifié du Kīlauea Iki à Hawaï.

En volcanologie, une ride de pression est une irrégularité plus ou moins linéaire présente à la surface d'une masse de lave solidifiée, par exemple d'une coulée ou d'un ancien lac de lave. Ces reliefs peuvent mesurer jusqu'à plusieurs mètres de hauteur et créent parfois des cavités qualifiées de « grottes » si le soulèvement est suffisamment important.
Sur une coulée, ces formations apparaissent lorsque la croute de lave solidifiée d'une épaisseur de plusieurs dizaines de centimètres est remise en mouvement par la lave liquide sous-jacente,. Cette croûte est alors soulevée, prenant une forme bombée dont le sommet est souvent parcouru par une fracture longitudinale,. La ride peut être linéaire ou en forme de tumulus en fonction du mouvement de la lave sous la croûte solidifiée.
Ces formations apparaissent aussi à la surface d'une importante masse de lave lors de sa rétractation sous l'effet de son refroidissement. En se contractant, la roche est soumise à une pression qui est libérée par la formation de ces fractures.